# Novo Cabrais
Novo Cabrais es un municipio brasileño del estado de Rio Grande do Sul.
Se encuentra ubicado a una latitud de 29º44'07" Sur y una longitud de 52º56'54" Oeste, estando a una altitud de 50 metros sobre el nivel del mar. Su población estimada para el año 2004 era de 3.686 habitantes.
Ocupa una superficie de 193,85 km².
- Datos: Q1758800
- Multimedia: Novo Cabrais / Q1758800